# ناحیه باغ
ناحیه باغ یکی از ناحیه‌های پاکستان در پاکستان است که در کشمیر آزاد واقع شده‌است. ناحیه باغ ۷۶۸ کیلومتر مربع مساحت و ۳۷۱٬۹۱۹ نفر جمعیت دارد و ۱٬۰۳۸ متر بالاتر از سطح دریا واقع شده‌است.